# Rostisław Bielakow
Rostisław Apołłonowicz Bielakow (ros. Ростислав Аполлосович Беляков, ur. 4 marca 1919 w Muromiu, zm. 28 lutego 2014 w Moskwie) – radziecki i rosyjski konstruktor lotniczy, dwukrotny Bohater Pracy Socjalistycznej (1971 i 1982).

## Życiorys
W 1936 skończył szkołę średnią, a w 1941 Moskiewski Instytut Lotniczy, pracował w fabryce lotniczej nr 1 jako konstruktor w dziale uzbrojenia, w październiku 1941 wraz z fabryką został ewakuowany do Kujbyszewa. W marcu 1942 został przeniesiony jako inżynier konstruktor do nowo zorganizowanego lotniczego zakładu doświadczalnego nr 155 (Specjalne Biuro Konstruktorskie 155 (OKB-155)), w sierpniu 1952 został w nim głównym konstruktorem - szefem brygady konstruktorskiej, brał aktywny udział w konstruowaniu myśliwców MiG-3, MiG-9, MiG-15, MiG-17, MiG-19, MiG-21, MiG-21 i opracowywaniu ich wielu modyfikacji. Od 9 marca 1962 do 1969 był I zastępcą generalnego konstruktora samolotów Artioma Mikojana, potem w związku z ciężką chorobą Mikojana został p.o. generalnego konstruktora, a 5 marca 1971 generalnym konstruktorem. Miał tytuł doktora nauk technicznych (1973) i profesora, 1974 został członkiem korespondentem, a w 1981 członkiem rzeczywistym Akademii Nauk ZSRR. W latach 1944–1991 należał do WKP(b)/KPZR, 1974-1989 był deputowanym do Rady Najwyższej ZSRR od 9 do 11 kadencji. Został pochowany na Cmentarzu Nowodziewiczym.

## Odznaczenia i nagrody
- Złoty Medal „Sierp i Młot” Bohatera Pracy Socjalistycznej (dwukrotnie - 26 kwietnia 1971 i 2 lutego 1982)
- Order Lenina (czterokrotnie)
- Order „Za zasługi dla Ojczyzny” II klasy (27 grudnia 1999)
- Order Rewolucji Październikowej
- Order Wojny Ojczyźnianej II klasy
- Order Czerwonego Sztandaru Pracy
- Order Czerwonej Gwiazdy
- Order „Znak Honoru”
- Nagroda Leninowska (1972)
- Nagroda Stalinowska I klasy (1952)